# Ricky Balshaw
Pour le joueur anglais de rugby à XV, voir Iain Balshaw.
Ricky Balshaw (né le 10 novembre 1986) est un cavalier britannique de dressage handisport.

## Biographie
Balshaw naît avec une infirmité motrice cérébrale qui limite le mouvement musculaire de ses jambes et de ses mains. Il a également très peu d'équilibre naturel. Il apprend à marcher en physiothérapie à l'aide de deux cannes.
À 4 ans, son physiothérapeute lui recommande de faire de l'équitation dans le cadre de la physiothérapie. Balshaw, confus par ce qu'il vient d'entendre, décide d'essayer. Il commence à monter à Brockton Court Riding avec l'aide de Riding for the Disabled Association.
À 10 ans, Balshaw est la septième personne en Europe à être sélectionnée pour une opération de pointe sur la moelle épinière. La procédure consiste à ouvrir son dos puis à stimuler artificiellement chaque terminaison nerveuse pour voir quels muscles travaillent contre lui. Une fois identifiés, on doit couper le nerf en paralysant efficacement les muscles. Étant une opération relativement nouvelle, cela aurait pu le laisser en fauteuil roulant et incapable de marcher à nouveau. L'opération est un succès, même si Balshaw doit réapprendre à marcher et à monter.

## Carrière
Balshaw fait ses débuts en 2002 et l'année suivante, il est membre de l'équipe britannique.
Lorsque Balshaw a 14 ans, il est inscrit au programme de classe mondiale et envoyé dans le monde entier en compétition et en entraînement pour acquérir de l'expérience. En 2003, il est nommé dans la première réserve pour les Championnats du monde. À ce moment-là, il est très stressé, découvrant non seulement qu'il doit remplacer un ami très proche pour des raisons de santé, mais qu'il a moins de trois semaines pour se préparer. Il est dans la catégorie niveau II, sa première grande opportunité, et rate de peu une médaille de bronze.
Les définitions de niveau sont modifiées, Balshaw devient un cavalier de niveau 1b. Avec ce nouveau niveau, Balshaw a une deuxième chance aux Championnats du monde 2007. Sur son cheval Deacons Giorgi, Balshaw remporte une médaille de bronze. Balshaw fait partie de l'équipe britannique de dressage aux Jeux paralympiques d'été de 2008 à Pékin. Il gagne la médaille d'argent dans l'épreuve individuelle de la reprise libre, derrière Lee Pearson.
Peu de temps après son retour de Pékin, Balshaw met Giorgi en semi-retraite et commence à entraîner un nouveau cheval nommé Bungle. Au cours de l'une de ses séances d'entraînement, Balshaw tombe du cheval et, le pied coincé dans l'étrier, il est traîné par son cheval, ce qui lui cause quelques fractures des côtes et brise le genou, ce qui nécessite une opération. Le cheval est un ancien cheval de saut d'obstacles et jette à nouveau Balshaw, qui se fissure le crâne. Après avoir récupéré, il abandonne Bungle et prend un nouveau cheval, Academy Award. Il est sélectionné pour les Jeux équestres mondiaux de 2010 à Lexington et a de nouveau la médaille d'argent.
Fin 2011, Balshaw tombe de son cheval et se casse le dos. Il essaie de se lever et de remonter son cheval avant de savoir que quelque chose n'allait vraiment pas. Il appelle une ambulance et lorsqu'elle arrive, on est étonné qu'il ait bougé. Les médecins disent à Balshaw qu'il lui faudrait au moins huit à neuf mois avant de pouvoir recommencer à monter. Ignorant la recommandation, il est de retour sur son cheval 12 semaines plus tard. Balshaw reprend l'entraînement, mais à cause du dos cassé, il n'est pas sélectionné pour les Jeux paralympiques d'été de 2012 à Londres.
Il reprend l'entraînement avec son dernier cheval, LJT Engaarrds Solitaire (Sid pour faire court). Il gagne deux médailles d'argent aux Championnats d'Europe 2013 à Herning, au Danemark.
Balshaw a l'intention de se qualifier pour les Jeux paralympiques d'été de 2016 à Rio de Janeiro, , mais échoue, décide de se retirer du sport après une série de blessures supplémentaires. Balshaw, dont le domicile est à Telford, prend un emploi en tant que vendeur de voitures.